# Emilia Garito
Emilia Garito (Catanzaro, 19 gennaio 1974) è un'ingegnera italiana.

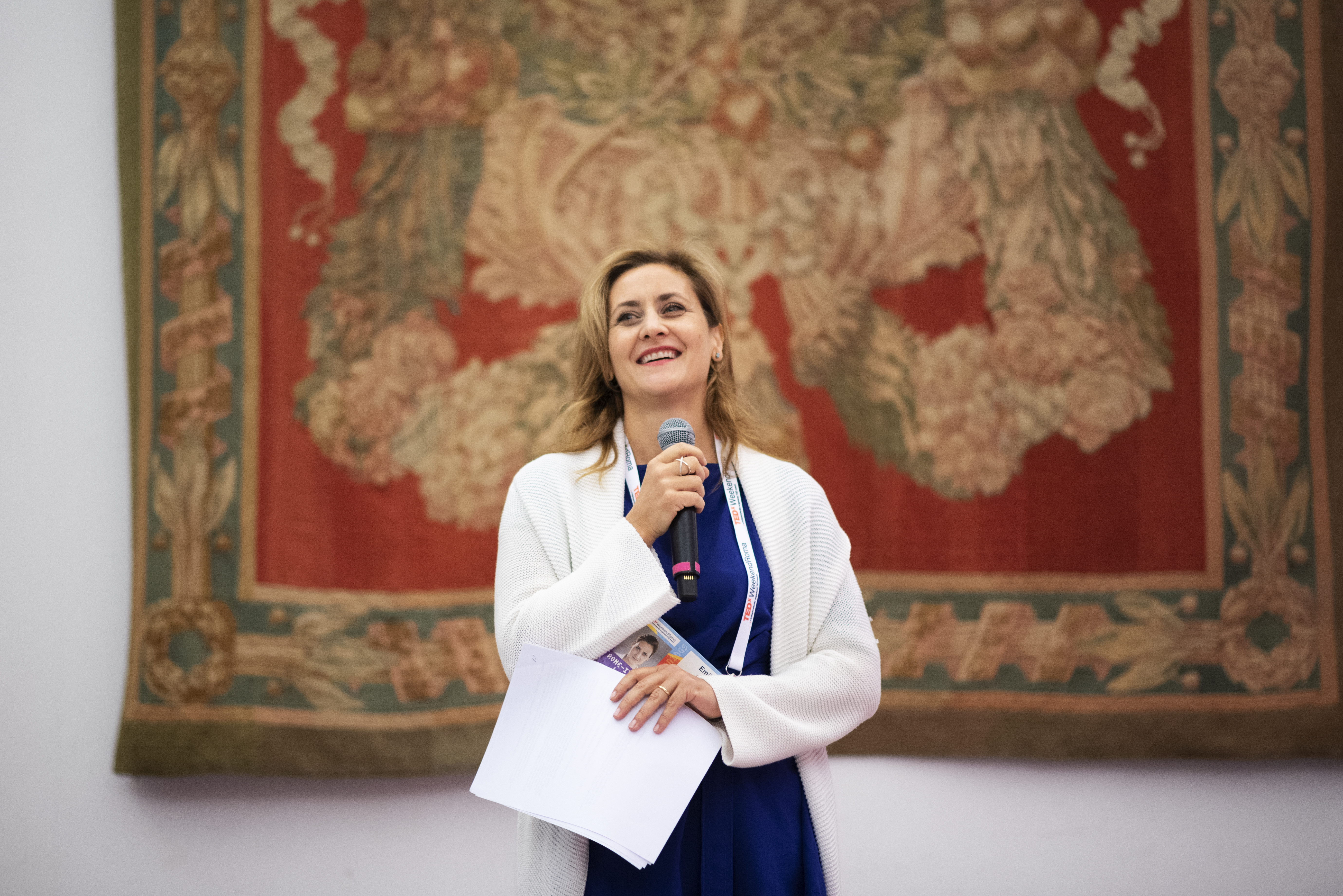
Emilia Garito al TEDxWeekendRoma

CEO e fondatrice di Quantum Leap, azienda italiana di trasferimento tecnologico e Open Innovation, Ingegnere e Tech Transfer Advisor specializzata in System Dynamics e Intelligenza Artificiale.
Ha portato la sua esperienza maturata come esperta per l'Agenzia esecutiva per la ricerca della Commissione europea nella valutazione di progetti Horizon 2020 su Intelligenza Artificiale e Robotica. In qualità di ambasciatrice nella competizione internazionale IBM Watson e ANA Avatar XPRIZE, guida l'IA e la tecnologia AVATAR come futuro impatto tecnico raggiunto. Emilia è membro del team AI Task Force di Agenzia per l'Italia Digitale (AGID), Advisor per le Start-Up innovative di Finpiemonte (fondi di investimento per la Regione Piemonte). Da 8 anni è curatrice e organizzatrice italiana del TEDxRoma, conferenze organizzate a Roma in maniera indipendente sotto la licenza internazionale TED, e ambasciatrice di TEDx in Italia. Co-Founder di 10 Volte Meglio, un gruppo politico liberale, e fondatrice del Think Tank REFUTUREIT, che riguarda il futuro italiano per il 2030.
Nel 2017 e 2018 è stata inclusa nella lista di 150 scienziati, imprenditrici e "donne dell'innovazione" in Italia, dalla rivista specializzata StartupItalia!. Ha partecipato a diverse conferenze legate all'intelligenza artificiale e alla società 5.0, ed è anche una collaboratrice della Huffington Post Italia. Nel 2019, si pubblica "L'imprenditorialità femminile nelle STEM. Il Caso Quantum Leap IP" di Gioia Maurizi, libro che riflette l'esperienza di Emilia come fondatrice e imprenditrice italiana.

## Educazione e carriera

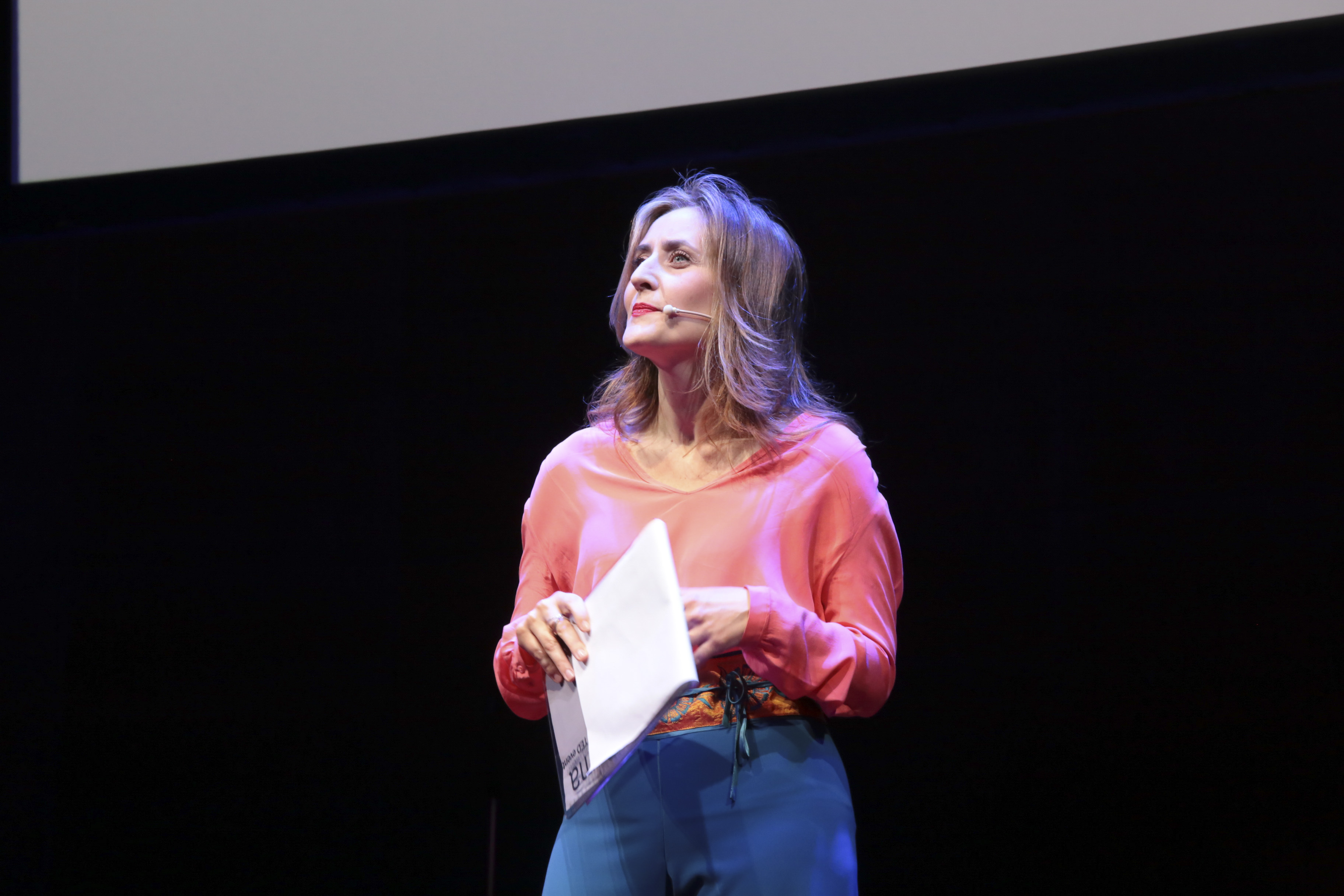
Emilia Garito al TEDxRoma, 2018

Emilia Garito è laureata in Ingegneria Informatica alla Sapienza a Roma e ha un passato di studi umanistici.
Dal 2000 al 2010 Emilia ha lavorato per Alenia Marconi Systems nel gruppo Leonardo Finmeccanica prima come project manager nell’ambito dei sistemi radar e di comando e controllo per l’Aeronautica Militare Italiana e poi all'interno del ramo industriale della Difesa Nazionale Italiana come responsabile delle vendite internazionali per i paesi della NATO. Emilia è stata anche co-fondatrice della Project Finance Ingegneria S.r.l., una società specializzata in finanza di progetto, ed è stata responsabile per la stessa società dell’area di business development in Nord Italia. Dal 2010, Emilia è fondatrice e CEO di Quantum Leap, uno dei primi “patent broker” italiani leader in technology transfer e open innovation. La sua azienda ha creato collaborazioni con Leonardo (ex Finmeccanica), Danieli, Ferrovie dello Stato, Enel X, e l'Istituto italiano di tecnologia, il Cnr, l'Hub innovazione Trentino, le università La Sapienza di Roma, di Bologna, di Udine, l'Istituto nazionale di fisica nucleare.
Nel 2017 insieme ad Andrea Dusi, Flavia Bustreo, Gianluca Comandini e Mattia Crespi ha co-fondato 10 Volte Meglio, un gruppo politico orientato alla tecnologia. Il gruppo ha iniziato una campagna nel 2018 per le elezioni politiche del 4 marzo, raccogliendo 28.000 firme in circa due mesi.
È anche membro di un gruppo di angel investor della West Coast, Tech Coast Angels.

## Media
Emilia Garito scrive su Huffington Post Italia e su AGI.